# 普羅赫雷斯 (紹斯特卡區)
52°9′42″N 34°2′11″E / 52.16167°N 34.03639°E
普羅赫雷斯（烏克蘭語：Прогрес）是位於烏克蘭東北部的镇，由蘇梅州紹斯特卡區的中布達市鎮負責管轄。該村距離中布達和索羅基內1公里，海拔高度196米，2001年人口225。